# Dorfopterus
Dorfopterus é um gênero de euriptérido, um grupo extinto de artrópodes aquáticos. Apenas um fóssil da única espécie-tipo, D. angusticollis, foi descoberto em depósitos do início do Devoniano (estágio Emsiano) na Formação Beartooth Butte [en], no Wyoming, Estados Unidos. A primeira parte do nome do gênero homenageia o descobridor dessa formação, Erling Dorf [en], enquanto a segunda parte consiste na palavra em grego antigo πτερόν (pteron), que significa "asa". O nome da espécie angusticollis é composto pelas palavras em latim angustus ("estreito") e collum ("pescoço").
O único espécime conhecido de Dorfopterus consiste em um télson (a divisão mais posterior do corpo) incompleto e não achatado, que era longo, estreito, estiliforme e com uma carena central ("quilha"). Apresentava uma ornamentação especial composta por linhas curvas semelhantes a costelas em cada lado do télson, com padrões reticulados (semelhantes a uma rede) entre elas. Essa ornamentação era única e, na época da descoberta do espécime, não se sabia que ocorria em nenhum outro euriptérido.
Originalmente descrito como parte da família Stylonuridae [en] pelo paleontólogo americano Erik Norman Kjellesvig-Waering em 1955, a estranha morfologia e o pouco material fóssil conhecido de Dorfopterus tornaram sua classificação problemática. Atualmente, é considerado como incertae sedis (um táxon com relações incertas) dentro de Eurypterida, embora também se questione se Dorfopterus é de fato um euriptérido. A localidade onde Dorfopterus foi encontrado, a Formação Beartooth Butte, abriga fósseis de muitos peixes, plantas e alguns outros euriptéridos. Acredita-se que o gênero viveu em um canal interno estuarino.

## Descrição
Dorfopterus foi originalmente descrito como um membro de tamanho médio da família Stylonuridae e da ordem Eurypterida. Gêneros atualmente classificados como parte de Stylonuridae variavam em comprimento de 10 cm a 1,15 m, sendo o menor Ctenopterus cestrotus [en] e o maior Pagea plotnicki [en].
Dorfopterus é um euriptérido pouco conhecido, representado por apenas um único espécime. Ele foi interpretado como uma impressão dorsal de seu télson (a divisão mais posterior de seu corpo). O télson desse espécime não é achatado, embora sua base e parte distal (sua extremidade) não estejam preservadas. O fragmento preservado tem 12,6 cm de comprimento, com o télson completo possivelmente alcançando 18 cm. Sua maior largura, 1,3 cm, estava na base, enquanto no meio, o télson tinha 1,1 cm de largura.
O télson de Dorfopterus era longo e muito estreito, com uma forma semelhante a um espigão, estiliforme e levemente carenado (com uma "quilha" pouco pronunciada). Essa quilha se estendia por toda a parte central do télson. O télson era mais espesso na parte carenada, tornando-se menos espesso em suas margens laterais (seus lados). Era bordeado por uma borda achatada, obliquamente estriada e com vestígios de escamas pontiagudas. A ornamentação do télson era altamente distinta, formando uma série de linhas elevadas e curvadas para trás, semelhantes a costelas, uniformemente espaçadas em cada margem lateral do télson. Conforme as linhas se aproximavam da parte distal, tornavam-se mais fortemente curvadas. Entre cada uma dessas marcas semelhantes a costelas, havia um padrão reticulado (semelhante a uma rede) composto por linhas muito finas, também elevadas e menos proeminentes.

## História da pesquisa
O único espécime conhecido de Dorfopterus, seu holótipo, foi encontrado em depósitos do início do Devoniano na Formação Beartooth Butte, no Wyoming, nos Estados Unidos. Originalmente, o fóssil estava abrigado no antigo museu paleontológico da Universidade de Princeton em Nova Jersey. Em 1988, a universidade foi reorganizada, e muitos de seus espécimes de euriptéridos, incluindo o de Dorfopterus, foram doados ao Museu Peabody de História Natural em Connecticut.
O espécime de Dorfopterus consiste em uma impressão dorsal não achatada da maior parte de um télson com uma ornamentação peculiar. Ele foi emprestado pelo professor de paleontologia da Universidade de Princeton, Benjamin Franklin Howell, ao paleontólogo americano Erik Norman Kjellesvig-Waering, que considerou esse fóssil único o suficiente para justificar um novo gênero. Apesar do pouco material, ele argumentou que o télson era uma das partes mais diagnósticas da morfologia dos euriptéridos e considerou que a comparação com outros euriptéridos era "supérflua", já que o comprimento do télson e sua ornamentação eram suficientes para diferenciá-lo de outros gêneros. Assim, em 1955, ele nomeou o novo gênero e espécie Dorfopterus angusticollis com base nesse fóssil. A primeira parte do nome genérico, Dorfopterus, homenageia o geólogo americano e professor da Universidade de Princeton Erling Dorf, que descobriu a Formação Beartooth Butte em 1934. A segunda parte consiste no sufixo grego antigo πτερόν (pteron, "asa"), amplamente usado para gêneros de euriptéridos. O significado do nome específico, angusticollis, não foi fornecido por Kjellesvig-Waering. No entanto, um biólogo americano que também usou esse nome em 1995 para uma nova espécie viva do gênero de gorgulho Lonchophorus especificou que é composto pelas palavras em latim angustus, significando "estreito", e collum, significando "pescoço".
Originalmente, Kjellesvig-Waering colocou Dorfopterus na família Stylonuridae. Ele reafirmou isso em 1966 durante um estudo em que revisou a superfamília Stylonuracea (agora Stylonuroidea [en]), embora apenas de forma tentativa. Durante esse estudo, Kjellesvig-Waering mencionou que novos espécimes encontrados pelos paleontólogos americanos Robert Howland Denison e Eugene Stanley Richardson, Jr. mostravam que Dorfopterus era um euriptérido gigantesco cujos padrões reticulados no télson se repetiam em seus tergitos opistossomais (da opistossoma, seu abdômen). Nenhum ano de descoberta desses espécimes ou explicação adicional foi fornecido, e estudos posteriores nunca os mencionaram. A posição de Dorfopterus na Stylonuridae não foi aceita por pesquisadores futuros, que primeiro referiram Dorfopterus a outra família de euriptéridos chamada Parastylonuridae [en] e depois o classificaram como um animal incerto com uma posição desconhecida dentro de Eurypterida. Alguns pesquisadores até duvidaram que Dorfopterus seja um euriptérido.

## Classificação

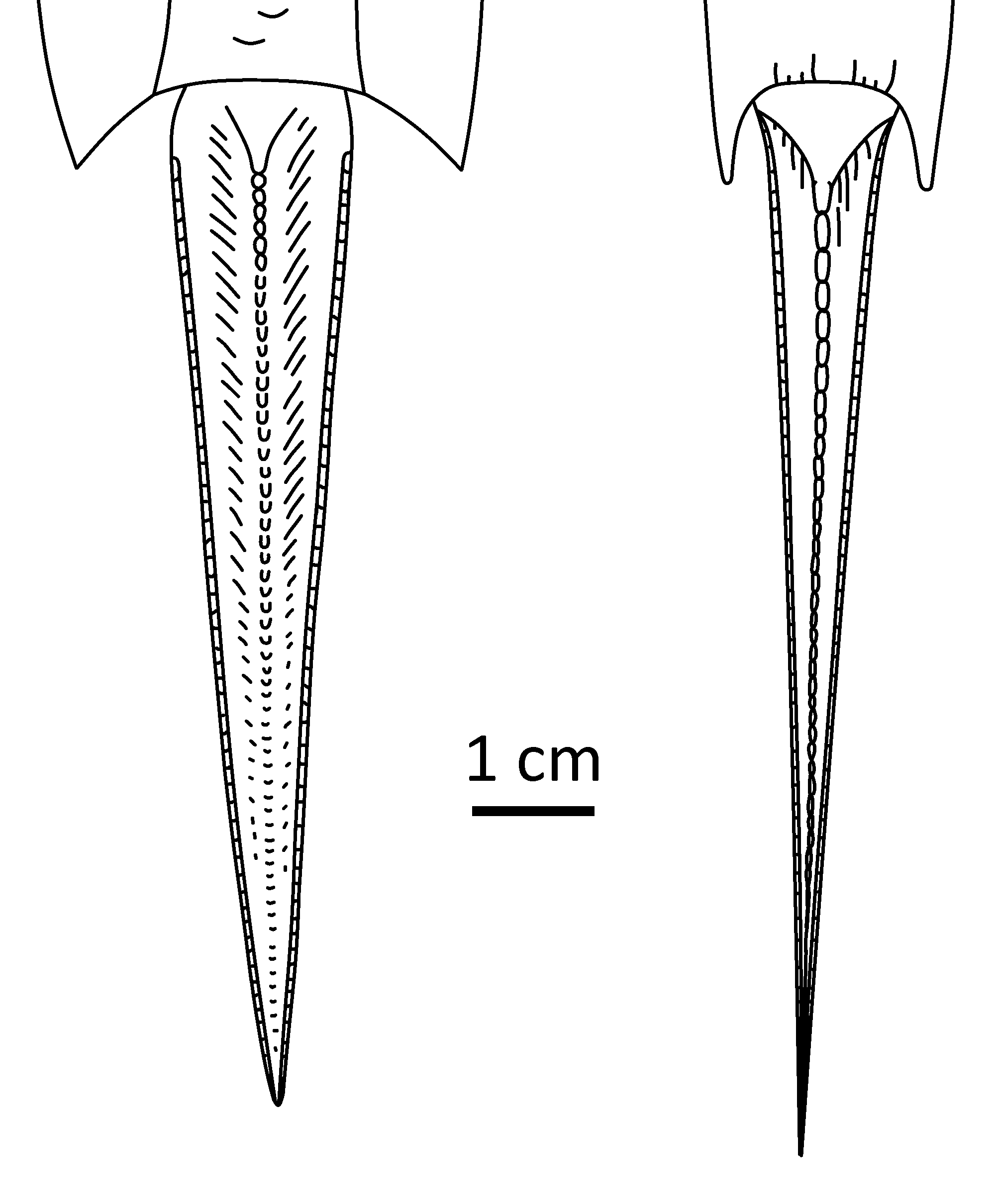
Comparação dos télsons das espécies de en (P. ornatus à esquerda, P. hendersoni à direita) em que é conhecido. A estrutura do télson desse gênero foi comparada com o télson de Dorfopterus.

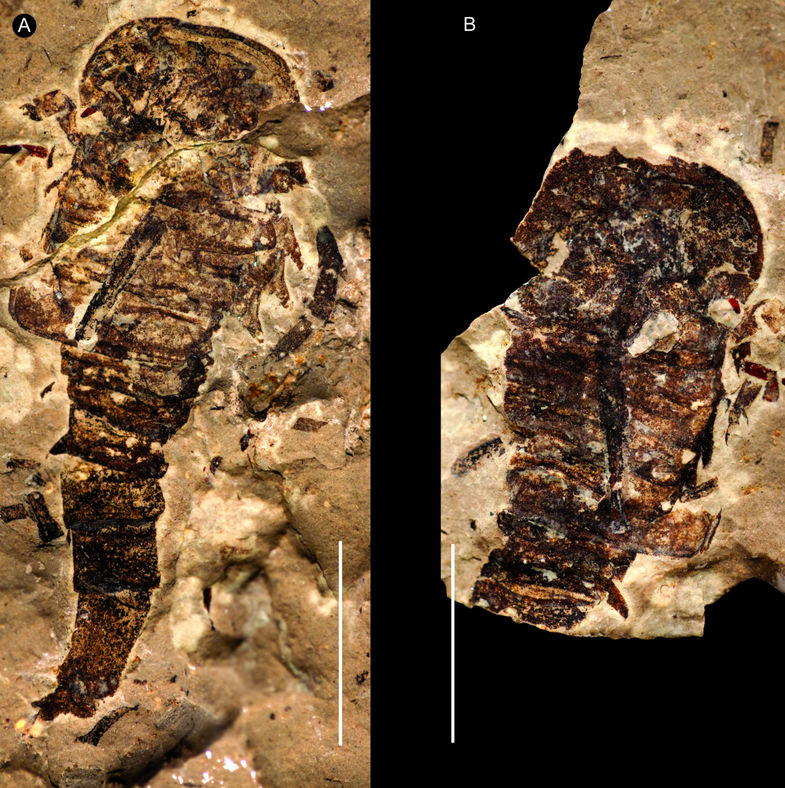
Um espécime de en e sua contraparte. Foi sugerido que Dorfopterus representa um télson de outra espécie desse gênero, S. princetonii

Dorfopterus é atualmente classificado como um gênero incertae sedis (ou seja, um táxon com relações incertas) dentro da ordem Eurypterida. Inclui uma única espécie, Dorfopterus angusticollis. Originalmente, Dorfopterus foi classificado como parte da família Stylonuridae. Na época, essa família consistia dos gêneros Brachyopterus [en],  Campylocephalus, Ctenopterus, Drepanopterus [en], Melbournopterus [en], Stylonurus e Tarsopterella [en]. Desde então, a família foi revisada, com novos gêneros sendo atribuídos a ela, outros gêneros sendo movidos para outros clados (grupos taxonômicos) e alguns gêneros sendo completamente removidos da ordem Eurypterida. Dorfopterus não foi exceção a essas mudanças; tendo sido atribuído à Stylonuridae apenas devido ao seu télson longo e estreito (embora nenhum membro dessa família ou de Eurypterida como um todo fosse conhecido na época por ter uma ornamentação semelhante à de Dorfopterus, como Kjellesvig-Waering admitiu), a classificação do gênero nessa família foi considerada tentativa em 1966 pelo próprio Kjellesvig-Waering, embora tenha sido continuada pelo paleontólogo norueguês Leif Størmer [en] durante sua revisão de Eurypterida em 1974.
Em 1979, o geólogo britânico Charles D. Waterston criou uma nova família de euriptéridos, Parastylonuridae, e incluiu os gêneros Hardieopterus [en], Parastylonurus [en] e, duvidosamente, Dorfopterus e Lamontopterus [en]. Essa família diferia das outras por uma série de características morfológicas que incluíam um télson carenado (ou "cristado", como ele definiu) e uma ornamentação granular (com grânulos), pustular (com pústulas) ou escamosa (com escamas). Waterston comparou a ornamentação semelhante a costelas e a carena ("quilha") de Dorfopterus com a estrutura do télson de Parastylonurus e atribuiu o gênero a essa nova família. A classificação de Dorfopterus por Waterston também não foi mantida por pesquisadores posteriores, com o professor e paleobiólogo americano Roy E. Plotnick classificando Dorfopterus como incertae sedis dentro de Eurypterida em 1983. O paleontólogo americano Victor P. Tollerton, Jr. fez o mesmo em 1989 após considerar Dorfopterus muito fragmentado para inclusão em uma família específica de euriptéridos, assim como o paleontólogo norueguês Odd Erik Tetlie em uma tese de doutorado não publicada em 2004, apesar de ter afirmado anteriormente no mesmo trabalho que Dorfopterus poderia ser mantido provisoriamente na família Parastylonuridae devido às suas semelhanças com Parastylonurus. Essas semelhanças também levaram Tetlie a sugerir que Dorfopterus e Parastylonurus poderiam ser gêneros sinônimos, embora ele não tenha agido sobre essa possibilidade.
Em 2007, Tetlie propôs que o fóssil de Dorfopterus poderia representar o télson de Strobilopterus princetonii, então desconhecido nesta última, exceto por um espécime filhote em que estava mal preservado. Esses dois euriptéridos foram encontrados na mesma localidade, a Formação Beartooth Butte. Ele já havia sugerido isso em 2004, em sua tese não publicada. Para determinar se esse era o caso, ele estudou o único espécime conhecido de Dorfopterus por meio de um microscópio eletrônico de varredura e uma espectroscopia de raios X por dispersão em energia. Dessa forma, Tetlie confirmou que não era outro organismo, como uma planta ou um animal vertebrado, erroneamente identificado como euriptérido, mas não conseguiu garantir confiavelmente a classificação de Dorfopterus dentro de Eurypterida. Assim, ele apenas tentativamente, e não formalmente, sinonimizou D. angusticollis com S. princetonii devido à falta de informações sobre o télson deste último. No entanto, em 2013, os paleontólogos americano e britânico James C. Lamsdell e Paul Antony Selden questionaram essa conclusão, observando que o estilo de preservação do espécime de Dorfopterus era diferente daquele de outros artrópodes descobertos na mesma localidade e que sua morfologia não apresentava grande semelhança com qualquer outra espécie de euriptérido, novamente questionando a atribuição de Dorfopterus dentro de Eurypterida.
Devido ao escasso material fóssil conhecido do gênero e sua relação incerta com e dentro de Eurypterida, Dorfopterus geralmente não é incluído em análises filogenéticas (da filogenia, um ramo da ciência que estuda organismos e sua história evolutiva) e cladogramas. Uma exceção foi feita em 1983, quando Plotnick incluiu Dorfopterus em um cladograma em uma tese. O cladograma abaixo segue a tese de Plotnick, que foi simplificado para incluir apenas os principais clados de euriptéridos e gêneros incertae sedis não pertencentes a nenhum deles. A posição do gênero no cladograma não tem valor informativo sobre Dorfopterus, pois foi colocado junto com os demais gêneros que Plotnick considerou incertae sedis no topo do cladograma, sem incluí-lo em nenhum clado específico de euriptéridos. Além disso, a classificação interna e a filogenética dos euriptéridos foram substancialmente revisadas desde 1983, tornando o cladograma de Plotnick bastante desalinhado do conhecimento atual.

|  | Rhenopteroidea [en]                  |
|  |                                      |
|  | \| \| Stylonuroidea [en] \| \| \| \| |
|  |                                      |
|  | Stylonuroidea [en]                   |
|  |                                      |

|  | Stylonuroidea [en] |
|  |                    |

|  | Rhenopteroidea [en]                  |
|  |                                      |
|  | \| \| Stylonuroidea [en] \| \| \| \| |
|  |                                      |
|  | Stylonuroidea [en]                   |
|  |                                      |

|  | Stylonuroidea [en] |
|  |                    |

|  | Parahughmilleroidea |
|  |                     |

|  | Mixopteroidea [en] |
|  |                    |
|  | Pterygotioidea     |
|  |                    |

|  | Parahughmilleroidea |
|  |                     |

|  | Mixopteroidea [en] |
|  |                    |
|  | Pterygotioidea     |
|  |                    |

|  | Parahughmilleroidea |
|  |                     |

|  | Mixopteroidea [en] |
|  |                    |
|  | Pterygotioidea     |
|  |                    |

|  | Parahughmilleroidea |
|  |                     |

|  | Mixopteroidea [en] |
|  |                    |
|  | Pterygotioidea     |
|  |                    |

|  | Parahughmilleroidea |
|  |                     |

|  | Mixopteroidea [en] |
|  |                    |
|  | Pterygotioidea     |
|  |                    |

|  | Parahughmilleroidea |
|  |                     |

|  | Mixopteroidea [en] |
|  |                    |
|  | Pterygotioidea     |
|  |                    |

|  | Parahughmilleroidea |
|  |                     |

|  | Mixopteroidea [en] |
|  |                    |
|  | Pterygotioidea     |
|  |                    |

|  | Parahughmilleroidea |
|  |                     |

|  | Mixopteroidea [en] |
|  |                    |
|  | Pterygotioidea     |
|  |                    |

|  | Rhenopteroidea [en]                  |
|  |                                      |
|  | \| \| Stylonuroidea [en] \| \| \| \| |
|  |                                      |
|  | Stylonuroidea [en]                   |
|  |                                      |

|  | Stylonuroidea [en] |
|  |                    |

|  | Rhenopteroidea [en]                  |
|  |                                      |
|  | \| \| Stylonuroidea [en] \| \| \| \| |
|  |                                      |
|  | Stylonuroidea [en]                   |
|  |                                      |

|  | Stylonuroidea [en] |
|  |                    |

|  | Parahughmilleroidea |
|  |                     |

|  | Mixopteroidea [en] |
|  |                    |
|  | Pterygotioidea     |
|  |                    |

|  | Parahughmilleroidea |
|  |                     |

|  | Mixopteroidea [en] |
|  |                    |
|  | Pterygotioidea     |
|  |                    |

|  | Parahughmilleroidea |
|  |                     |

|  | Mixopteroidea [en] |
|  |                    |
|  | Pterygotioidea     |
|  |                    |

|  | Parahughmilleroidea |
|  |                     |

|  | Mixopteroidea [en] |
|  |                    |
|  | Pterygotioidea     |
|  |                    |

|  | Parahughmilleroidea |
|  |                     |

|  | Mixopteroidea [en] |
|  |                    |
|  | Pterygotioidea     |
|  |                    |

|  | Parahughmilleroidea |
|  |                     |

|  | Mixopteroidea [en] |
|  |                    |
|  | Pterygotioidea     |
|  |                    |

|  | Parahughmilleroidea |
|  |                     |

|  | Mixopteroidea [en] |
|  |                    |
|  | Pterygotioidea     |
|  |                    |

|  | Parahughmilleroidea |
|  |                     |

|  | Mixopteroidea [en] |
|  |                    |
|  | Pterygotioidea     |
|  |                    |

|  | Rhenopteroidea [en]                  |
|  |                                      |
|  | \| \| Stylonuroidea [en] \| \| \| \| |
|  |                                      |
|  | Stylonuroidea [en]                   |
|  |                                      |

|  | Stylonuroidea [en] |
|  |                    |

|  | Rhenopteroidea [en]                  |
|  |                                      |
|  | \| \| Stylonuroidea [en] \| \| \| \| |
|  |                                      |
|  | Stylonuroidea [en]                   |
|  |                                      |

|  | Stylonuroidea [en] |
|  |                    |

|  | Parahughmilleroidea |
|  |                     |

|  | Mixopteroidea [en] |
|  |                    |
|  | Pterygotioidea     |
|  |                    |

|  | Parahughmilleroidea |
|  |                     |

|  | Mixopteroidea [en] |
|  |                    |
|  | Pterygotioidea     |
|  |                    |

|  | Parahughmilleroidea |
|  |                     |

|  | Mixopteroidea [en] |
|  |                    |
|  | Pterygotioidea     |
|  |                    |

|  | Parahughmilleroidea |
|  |                     |

|  | Mixopteroidea [en] |
|  |                    |
|  | Pterygotioidea     |
|  |                    |

|  | Parahughmilleroidea |
|  |                     |

|  | Mixopteroidea [en] |
|  |                    |
|  | Pterygotioidea     |
|  |                    |

|  | Parahughmilleroidea |
|  |                     |

|  | Mixopteroidea [en] |
|  |                    |
|  | Pterygotioidea     |
|  |                    |

|  | Parahughmilleroidea |
|  |                     |

|  | Mixopteroidea [en] |
|  |                    |
|  | Pterygotioidea     |
|  |                    |

|  | Parahughmilleroidea |
|  |                     |

|  | Mixopteroidea [en] |
|  |                    |
|  | Pterygotioidea     |
|  |                    |

|  | Rhenopteroidea [en]                  |
|  |                                      |
|  | \| \| Stylonuroidea [en] \| \| \| \| |
|  |                                      |
|  | Stylonuroidea [en]                   |
|  |                                      |

|  | Stylonuroidea [en] |
|  |                    |

|  | Rhenopteroidea [en]                  |
|  |                                      |
|  | \| \| Stylonuroidea [en] \| \| \| \| |
|  |                                      |
|  | Stylonuroidea [en]                   |
|  |                                      |

|  | Stylonuroidea [en] |
|  |                    |

|  | Parahughmilleroidea |
|  |                     |

|  | Mixopteroidea [en] |
|  |                    |
|  | Pterygotioidea     |
|  |                    |

|  | Parahughmilleroidea |
|  |                     |

|  | Mixopteroidea [en] |
|  |                    |
|  | Pterygotioidea     |
|  |                    |

|  | Parahughmilleroidea |
|  |                     |

|  | Mixopteroidea [en] |
|  |                    |
|  | Pterygotioidea     |
|  |                    |

|  | Parahughmilleroidea |
|  |                     |

|  | Mixopteroidea [en] |
|  |                    |
|  | Pterygotioidea     |
|  |                    |

|  | Parahughmilleroidea |
|  |                     |

|  | Mixopteroidea [en] |
|  |                    |
|  | Pterygotioidea     |
|  |                    |

|  | Parahughmilleroidea |
|  |                     |

|  | Mixopteroidea [en] |
|  |                    |
|  | Pterygotioidea     |
|  |                    |

|  | Parahughmilleroidea |
|  |                     |

|  | Mixopteroidea [en] |
|  |                    |
|  | Pterygotioidea     |
|  |                    |

|  | Parahughmilleroidea |
|  |                     |

|  | Mixopteroidea [en] |
|  |                    |
|  | Pterygotioidea     |
|  |                    |

## Paleoecologia

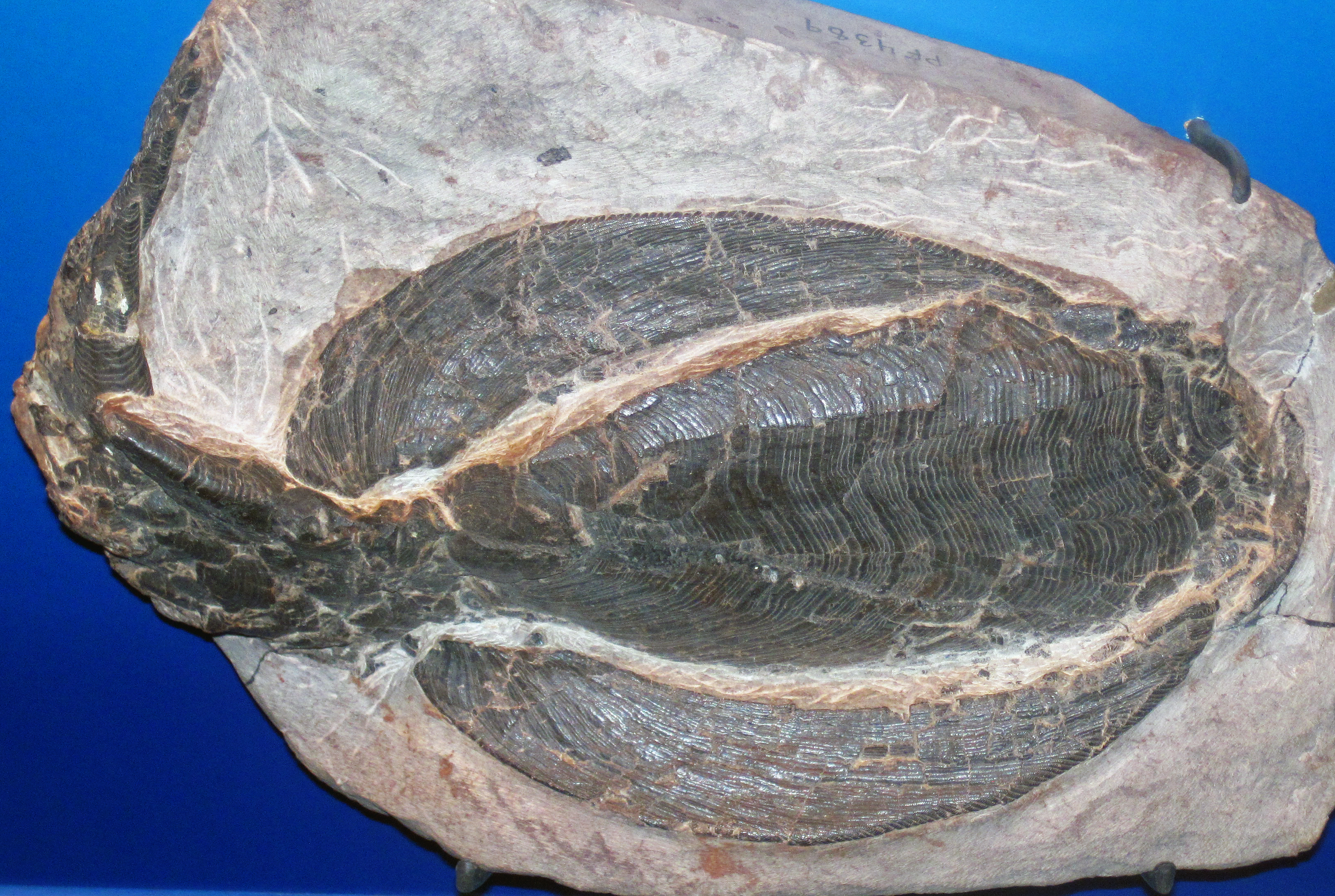
Espécime de Cosmaspis transversa, uma espécie extinta de peixe encontrada na Formação Beartooth Butte. Fósseis de peixes são altamente abundantes nessa formação

O único espécime conhecido de Dorfopterus foi descoberto em depósitos do início do Devoniano na Formação Beartooth Butte. O fóssil em que foi preservado é um calcário dolomítico (com dolomita) misturado com argila mineral. Fósseis de peixes recuperados da mesma localidade foram majoritariamente preservados em fosfato, enquanto a matriz (o material de granulação fina que envolve cristais ou fósseis em uma rocha sedimentar) dos fósseis contendo plantas do mesmo local tinha uma camada de pequenos grânulos de carbono, confirmando que o fóssil de Dorfopterus não era uma planta ou vertebrado identificado erroneamente. No entanto, o fóssil em que Dorfopterus foi preservado tem uma cor vermelha profunda provocada por altos depósitos de ferro provenientes de óxido de ferro. Isso contrasta com a cor marrom escura a preta dos fósseis em que outros euriptéridos, como Strobilopterus princetonii, foram encontrados na área, o que novamente levanta dúvidas sobre a classificação de Dorfopterus como euriptérido.
A Formação Beartooth Butte é uma formação geológica que se estende do Wyoming a Montana (ambos nos Estados Unidos) e é dividida em várias seções, algumas das quais têm grande valor paleontológico. Uma delas é a seção no pico Beartooth Butte, descoberta por Dorf em 1934 e datada como sendo do período Emsiano (um estágio do início do Devoniano). Dorf interpretou a litologia (as características físicas das rochas) do local como sendo própria de um ambiente não marinho, de um canal vermelho preenchido no qual as rochas foram depositadas em condições tranquilas, rasas e estuarinas (próprias de um estuário, a parte final de um rio que se junta ao mar e de água salobra), com o ambiente sendo possivelmente um canal estuarino. O paleoambiente da seção Beartooth Butte tinha uma alta salinidade, maior que a de outras seções de importância paleontológica na formação, semelhante à de ambientes marinhos. Com evidências também de presença de água doce, foi proposto que o habitat em que Dorfopterus viveu era estuarino e muito afastado do interior.
Dorfopterus foi encontrado junto com muitos outros organismos, predominantemente peixes Heterostraci, mas também peixes da ordem Arthrodira [en], osteostráceos e dipnoicos (peixes pulmonados). Há também uma flora fóssil de plantas, que Dorf interpretou como proveniente de fontes terrestres. Uma pequena quantidade de euripterídeos também pode ser encontrada na seção, sendo estes D. angusticollis, S. princetonii e Jaekelopterus howelli. Perto da seção Beartooth Butte, na seção conhecida como Cottonwood Canyon, fósseis de escorpiões (Acanthoscorpio mucronatus, Branchioscorpio richardsoni e Hydrocorpius denisoni) foram descobertos. Euriptéridos também estão presentes nessa seção, até mesmo em maior abundância que os peixes, embora permaneçam sendo amplamente estudados.

### Citações
1. 1 2 3 4 5 6 7  Kjellesvig-Waering 1955, p. 696.
2. 1 2  Lamsdell & Braddy 2009, material suplementar.
3. 1 2  Lamsdell et al. 2010, p. 1408.
4. 1 2 3 4 5  Kjellesvig-Waering 1955, p. 697.
5. 1 2  Kjellesvig-Waering 1966, p. 183.
6. 1 2 3 4  Kjellesvig-Waering 1955, pp. 696–697.
7. 1 2 3  Tetlie 2007, p. 1423.
8. ↑  Tetlie & Poschmann 2008, p. 246.
9. ↑  Clark 1995, p. 111.
10. 1 2  Kjellesvig-Waering 1966, p. 177.
11. 1 2  Lamsdell & Selden 2017, p. 96.
12. 1 2 3  Waterston 1979, p. 298.
13. 1 2  Tollerton 1989, p. 655.
14. 1 2  Dunlop, Penney & Jekel 2020, p. 28.
15. 1 2 3 4  Tetlie 2007, p. 1430.
16. 1 2 3 4 5 6 7  Lamsdell & Selden 2013, p. 2.
17. ↑  Tetlie 2004, p. 67.
18. 1 2  Dunlop, Penney & Jekel 2020, pp. 17–30.
19. ↑  Dunlop, Penney & Jekel 2020, p. 29.
20. ↑  Tetlie 2004, p. 72.
21. ↑  Waterston 1979, p. 253.
22. ↑  Tetlie 2004, p. 75.
23. ↑  Tetlie 2004, p. 282.
24. 1 2  Tetlie 2004, p. 136.
25. ↑  Tetlie 2004, p. 28.
26. ↑  Tetlie 2004, pp. 75–76.
27. ↑  Lamsdell & Selden 2017, p. 97.
28. ↑  Tetlie 2007, pp. 1423–1424.
29. 1 2 3 4 5 6 7  Tetlie 2007, p. 1424.
30. ↑  Lamsdell & Selden 2013, pp. 2–3.